# Tito Insausti
Torcuato Insausti ( ¿ ? – Buenos Aires, Argentina, 26 de octubre de 1951, más conocido como Tito Insausti fue un escritor, comediógrafo y guionista de cine, que escribió un número de piezas teatrales, incluso en colaboración con otros autores, algunas de las cuales fueron muy populares en su época. 
En 1927 se vinculó a la Gran Compañía Argentina de Comedias y Sainetes, dirigida por Alberto Novión, en calidad de director escénico.

## Obras
- También los guapos aflojan (1948)
- ¡¡Doña Marieta, la Brava!!: comedia en tres actos

con Germán Ziclis
- ¡¡Tené coraje, Agapito!!
- Pasajeros de lujo

con Domingo Parra
- Te regalo el alemán
- El huésped de la medianoche
- Hoy canta Bustinarreta
- Pan comido!

con Alberto J. Ballestero
- Y así las estoy pagando

con Carlos Ossorio
- El hombre del día

con Agustín Remon
- El vendedor de cabezas

con Arnaldo Malfatti
- El peor de la escuela
- "Historia del 900"
- Vidas porteñas
- Ah...si yo fuera rica"
- Crispín
- Una viudita caprichosa
- Una cándida paloma

con Nicolás de las Llanderas y Arnaldo Malfatti
- ¡Esposa último modelo!
- ¡Tiburón!
- Al marido hay que seguirlo

con Arnaldo Malfatti
- ¡Adiós plata mía!
- El crimen del café Víctor Hugo
- La costilla de Adán
- La mejor del colegio

con Francisco E. Collazo
- La barra provinciana
- Mi prima está loca

## Filmografía
Guionista
- Carmen (1943)
- Así te quiero (1942)
- Bartolo tenía una flauta (1939)

Autor de la obra adaptada
- La mejor del colegio (1953)
- Esposa último modelo (1950)
- Al marido hay que seguirlo (1948)

Diálogos adicionales
- Cinco besos (1945)

## Televisión
Autor
- El mundo del espectáculo
  - Mi prima esta loca (1968)